# Olímpio Noronha
Olímpio Noronha är en kommun i Brasilien.   Den ligger i delstaten Minas Gerais, i den sydöstra delen av landet, 800 km söder om huvudstaden Brasília. Antalet invånare är 2 533.
Omgivningarna runt Olímpio Noronha är huvudsakligen savann. Runt Olímpio Noronha är det ganska glesbefolkat, med 36 invånare per kvadratkilometer.